# Locustella fasciolata
La buscarla de Gray (Locustella fasciolata) es una especie de ave paseriforme de la familia Locustellidae propia de Asia. Anteriormente se consideraba conespecífica de la buscarla de Stepanyan.

## Descripción
Es la especie de mayor tamaño del género Locustella, y se aproxima al tamaño del carricero tordal. El plumaje de sus partes superiores son de tono pardo oliváceo sin veteado, y su pecho también es liso pero de color gris y anteadas el resto de partes inferiores, con algo de anaranjado apagado en las coberters de la parte inferior de la cola.

## Distribución y hábitat
La buscarla de Gray cría en el sureste de Siberia y Corea. El un pájaro migratorio que pasa el invieron en las islas del archipiélago malayo. Su hábitat son los bosques de zonas bajas, y anida en árboles y matorrales.